# Józef Łabędź
Alojzy Maria Józef Łabędź, a właściwie Józef Łabędź (ur. 13 stycznia 1924 w Łękawicy, zm. 2 stycznia 1967 w Częstochowie) – ksiądz, pierwszy polski paulista.

## Życiorys
Józef Łabędź w wieku 13 lat – 26 sierpnia 1937 roku – wstąpił do Towarzystwa Świętego Pawła. 5 lat później, dnia 1 listopada 1942 roku, podczas obłóczyn przyjął habit zakonny. Po wojnie pauliści opuścili Polskę, pozostały tylko Uczennice Boskiego Mistrza, które przygotowywały kleryka Łabędzia do ślubów zakonnych, które złożył 19 marca 1949 roku przed o. Kajetanem Raczyńskim przeorem zakonu paulinów. Wtedy też przybrał imiona Alojzy Maria. Władze komunistyczne nie zezwalały na działalność wydawniczą dlatego Józef Łabędź postanowił dokończyć przerwane studia teologiczne, dzięki pomocy Sióstr Uczennic Boskiego Mistrza mógł studiować seminarium oo. dominikanów w Krakowie. Studia ukończył w 1953 roku. 28 czerwca 1953 w archikatedrze Świętej Rodziny w Częstochowie bp Zdzisław Goliński udzielił święceń kapłańskich Alojzemu Marii Józefowi Łabędziowi. Tym samym ks. Łabędź stał się pierwszym polskim kapłanem paulistą. Władze nadal nie zezwalały na druk książek dlatego ks. Alojzy nie mógł prowadzić prawdziwego apostolstwa paulińskiego. Zajmował się pracą w parafiach, głosił rekolekcje, był kapelanem Sióstr Uczennic Boskiego Mistrza, nauczał w szkole (do 1958 r. gdy władze PRL zakazały nauczania religii w szkołach). Ks. Alberione proponował ks. Łabędziowi pracę nad tłumaczeniem książek z języka polskiego na włoski, lecz z powodu słabej znajomości włoskiego musiał odmówić. Dzięki pomocy finansowej Domu Generalnego paulistów, dnia 2 kwietnia 1966 zakupił ziemie pod przyszły dom i drukarnie paulistów. 10 grudnia 1966 roku podczas pracy ks. Łabędź zasłabł i trafił do Częstochowskiego szpitala. 2 stycznia 1967 ks. Alojzy Maria Józef Łabędź umiera. Jego śmierć przerywa na 10 lat istnienie Towarzystwa Świętego Pawła w Polsce. Został pochowany na cmentarzu przy ul. św. Rocha w Częstochowie.